# Anillo de compromiso (película de 1950)
Anillo de compromiso (婚約指環 Kon'yaku yubiwa?) es una película dramática japonesa de 1950 escrita y dirigida por Keisuke Kinoshita.

## Sinopsis
La película muestra un triángulo amoroso entre un marido enfermo, su esposa y su médico. El marido (Michio) fue reclutado en el ejército para la Segunda Guerra Mundial poco después de casarse y no regresó a casa hasta dos años después de que terminara la guerra. Enfermó un año después de su regreso, por lo que el vínculo matrimonial no ha tenido muchas posibilidades de fortalecerse. Cuando un nuevo y atractivo médico (Takeshi Ema) comienza a cuidar de Michio, el médico y la esposa (Noriko) comienzan a enamorarse. Ema y Noriko tienen que equilibrar sus deseos con sus obligaciones morales, mientras que Michio tiene que lidiar con sus propias emociones sobre la situación en que se encuentra.

## Reparto
- Jûkichi Uno como Michio Kuki
- Kinuyo Tanaka como Noriko Kuki
- Mitsuko Yoshikawa como Baya
- Toshirô Mifune como Takeshi Ema
- Junji Masuda como gerente de tienda
- Nobuko Otowa

## Temas
Ciertos objetos desempeñan papeles clave en la narración. Por ejemplo, el hecho de que la esposa lleve o no su anillo de compromiso simboliza su voluntad de cometer o no adulterio con el médico, y el hecho de que el médico lleve o no los zapatos que la esposa le compra simboliza su voluntad de cometer o no adulterio con ella.  Un cruce de ferrocarril donde tienen su primera conversación simboliza el peligro que representa su coqueteo.